# ꞎ
Cette page contient des caractères spéciaux ou non latins. S’ils s’affichent mal (▯, ?, etc.), consultez la page d’aide Unicode.
ꞎ (uniquement en minuscule), appelé l hameçon rétroflexe sanglé, est une lettre additionnelle de l’écriture latine qui est utilisée dans les extensions de alphabet phonétique international pour représenter une consonne fricative latérale rétroflexe sourde.

## Représentations informatiques
Le l hameçon rétroflexe sanglé peut être représenté avec les caractères Unicode (Latin étendu-D) suivants :
| formes    | représentations | chaînes de caractères | points de code | descriptions                                                      |
| --------- | --------------- | --------------------- | -------------- | ----------------------------------------------------------------- |
| minuscule | ꞎ               | ꞎ                     | U+A78E         | lettre minuscule latine petite capitale hameçon rétroflexe sanglé |